# Раншария
Раншария (порт. Rancharia) — муниципалитет в Бразилии, входит в штат Сан-Паулу. Составная часть мезорегиона Президенти-Пруденти. Входит в экономико-статистический микрорегион Президенти-Пруденти. Население составляет 30 146 человек на 2006 год. Занимает площадь 1 584,726 км². Плотность населения — 19,0 чел./км².
Праздник города — 13 июня.

## История
Город основан 11 сентября 1920 года.

## Статистика
- Валовой внутренний продукт на 2003 год составляет 384 129 654,00 реалов (данные: Бразильский институт географии и статистики).
- Валовой внутренний продукт на душу населения на 2003 год составляет 13 014,29 реалов (данные: Бразильский институт географии и статистики).
- Индекс развития человеческого потенциала на 2000 год составляет 0,789 (данные: Программа развития ООН).

## География
Климат местности: горный тропический. В соответствии с классификацией Кёппена, климат относится к категории Cfa.